# Красносільська сільська рада
Красносі́льська сільська́ ра́да — орган місцевого самоврядування Красносільської сільської громади у Одеському районі Одеської області.
Красносільська сільська рада утворена в 1946 році як адміністративно-територіальна одиниця. В рамках адміністративно-територіальної реформи 2015 року, 7 вересня 2015 року була утворена Красносільська сільська громада. Після перших виборів, 25 жовтня 2015 року, сільрада втратила статус адміністративно-територіальної одиниці і існує тільки як орган місцевого самоврядування.